# 沈田峰
沈田峰（1994年3月18日—），是一名中国足球运动员，现在效力于中国足球超级联赛球队贵州人和，司职前锋。

## 俱乐部生涯
2011年，沈田峰被租借到西安老城根参加2011年中国足球乙级联赛，他在2011赛季出场13次，进球4个。2012年夏季，沈田峰被主教练高洪波提升到贵州人和一线队。7月19日，沈田峰在2012年中国足协杯第四轮贵州人和主场对阵大连实德的比赛中出场，第一次代表一线队亮相。他在比赛的最后时刻射进一球，帮助球队2比0击败对手晋级八强。7月28日，他在贵州人和客场1比3不敌河南建业的比赛第55分钟替补刘天祺出场，上演中超联赛首秀。10月6日，沈田峰射进他在中超联赛的首个进球，帮助球队主场4比2击败上海申花。2012赛季，他在联赛替补出场3次，足协杯出场2次，各打进1球，跟随贵州人和获得联赛第四名和足协杯亚军的成绩，并历史上首次获得亚足联冠军联赛的参赛资格。2013年，沈田峰再次被租借到陕西老城根一年。2013年7月6日，中国足球甲级联赛球队重庆FC宣布租借沈田峰至12月31日。7月14日，他在重庆FC客场0比1不敌哈尔滨毅腾的比赛替补出场，首次代表重庆队亮相。这也是他在2013赛季唯一一次	在中甲出场。在重庆FC降级后，他回归贵州人和。